# Lengua de signos del árabe levantino
La lengua de señas del árabe levantino también conocida como lengua de signos siria es la lengua de señal de Jordania, Palestina, Siria, y el Líbano (el Sham). A pesar de que hay diferencias en el vocabulario entre los cuatro estados, no es mucha más que la que hay en las diferencias regionales del mismo estado. Además, su gramática es bastante uniforme, y la inteligibilidad mutua es alta, indicando que son dialectos de una única lengua de señas.

## Terminología
Oficialmente, la lengua de señas del árabe levantino se denomina según el país:
- En Jordania: لغة الإشارة الأردنية Lughat il-Ishārah il-Urduniyyah (LIU)
- En el Líbano: لغة الإشارات اللبنانية Lughat al-Ishārāt al-Lubnāniyyah (LIL)
- En Palestina: لغة الاشارات الفلسطينية Lughat al-Ishārāt al-Filisṭīniyyah (LIF)
- En Siria: لغة الإشارة السورية Lughat il-Ishārah il-Sūriyyah (LIS)